# 權赫奎
權赫奎（2001年3月13日—），韓國足球運動員，司職中場。現效力於法甲球隊南特。

## 職業生涯
2023年7月24日，權赫奎與蘇超球隊些路迪簽約五年。